# 廃棄物の処理及び清掃に関する法律施行規則
廃棄物の処理及び清掃に関する法律施行規則（はいきぶつのしょりおよびせいそうにかんするほうりつしこうきそく、昭和46年厚生省令第32号）は、廃棄物の排出抑制と処理の適正化により、生活環境の保全と公衆衛生の向上を図ることを目的とした施行規則である。廃棄物処理則、廃掃則と略される。

## 構成
- 令第一条の環境省令で定める基準等　第一条 
  - 都道府県廃棄物処理計画　第一条の二の二
  - 一般廃棄物処理計画　第一条の三 
    - 船舶を用いて行う一般廃棄物の収集又は運搬に係る基準　第一条の三の二
    - 石綿含有一般廃棄物　第一条の三の三

  - 一般廃棄物の積替えに係る基準　第一条の四
- 一般廃棄物収集運搬業の許可を要しない者　第二条
- 一般廃棄物処理施設の設置の許可の申請　第三条
- 一般廃棄物処理施設の技術上の基準　第四条
  - 一般廃棄物処理施設の維持管理の技術上の基準　第四条の五
- 精密機能検査　第五条
- 相続の届出　第六条
  - 再生利用の内容の基準　第六条の四
  - 広域的処理の内容の基準　第六条の十五
- 一般廃棄物の輸出の確認を要しない者　第七条
- 産業廃棄物保管基準　第八条
- 委託契約書に添付すべき書面　第八条の四
- 産業廃棄物収集運搬業の許可を要しない者　第九条
- 産業廃棄物収集運搬業の許可の基準　第十条
  - 特別管理産業廃棄物処分業の許可の基準　第十条の十七
- 産業廃棄物処理施設の設置の許可の申請　第十一条
- 産業廃棄物処理施設の技術上の基準　第十二条 
  - 産業廃棄物処理施設の維持管理の技術上の基準　第十二条の六
  - 土地の形質の変更の施行方法に関する基準　第十二条の四十
- ふん尿の使用方法　第十三条
- 身分を示す証明書　第十四条
- 措置命令書の記載事項　第十五条
- 環境衛生指導員の資格　第十六条